# HP 6730b

## Внешний вид
Ноутбук, созданный HP в 2007 году для бизнеса. На нём установлена Windows Vista (редко Windows 7), процессор Intel Inside Centrino 2.
Ноутбук имеет экран 15" и большой тачпад, на котором есть сканер отпечатков пальцев. Сверху есть сенсорная панель, на которой можно убавлять, прибавлять и выключать звук, выключать и включать Wi-Fi. Встроенной веб-камеры нет, но при желании её можно попросить у производителя. Микрофон находится сверху и имеет неплохой звук. Также ноутбук имеет встроенный Wi-Fi и Bluetooth. Имеет 4 порта USB, слот для SD-карты, VGA (разъём), разъем HDMI. На передней панели расположены разъёмы для наушников и микрофона. На крышке ноутбука сделан замочек, чтобы предотвратить случайное открытие (как и на всех старых ноутбуках). Клавиатура 80% (нет дополнительного нумпада). Сам ноутбук весить примерно 2,6 кг, что не так тяжело для ноутбуков в то время (например, у ноутбуков Apple был вес в 2 кг). Система охлаждения в ноутбуке хорошая, поэтому не придется обжигаться, когда он, например на коленях.

## Технические характеристики
Как упоминалось раньше, в ноутбуке установлен процессор Intel Inside Centrino 2. Оперативной памяти не так много: 2048 МБ, жёсткий диск от 160 ГБ до 320 ГБ. Видеокарта стоит самая простая, от компании Intel, которая справляется с базовыми вещами в бизнесе: редактирование документов, сёрфинг в интернете, создание презентаций, книг Microsoft Excel. На ноутбуки можно также установить от Windows Vista до Windows 10. К сожалению, Windows 11 уже не поддерживается из-за высоких системных требований (также, как это было с Windows Vista), что вызвало негодование у многих других людей, которые используют ноутбуки или компьютеры, которые смогли бы установить Windows 11.

## Комплектация
В комплект поставки входит:
| Наименование                               | Количество |
| ------------------------------------------ | ---------- |
| Руководство пользователя Гарантийный талон | 1 штука    |
| Зарядка для ноутбука                       | 1 штука    |
| Ноутбук                                    | 1 штука    |